# Gonomyia (Paralipophleps) cultriformis
Gonomyia (Paralipophleps) cultriformis is een tweevleugelige uit de familie steltmuggen (Limoniidae). De soort komt voor in het Neotropisch gebied.